# Fissidens perfalcatus
Fissidens perfalcatus är en bladmossart som beskrevs av Brotherus 1900. Fissidens perfalcatus ingår i släktet fickmossor, och familjen Fissidentaceae. Inga underarter finns listade i Catalogue of Life.